# Luận thuyết trung tâm

Hình 1: Mô hình cơ bản của luận thuyết trung tâm.

Luận thuyết trung tâm hay học thuyết trung tâm, giáo lý trung tâm (central dogma) là một học thuyết sinh học (chủ yếu trong di truyền học và sinh học phân tử) cho rằng DNA là trung tâm của tính di truyền: chính DNA là vật chất mang thông tin di truyền của mọi sinh vật, từ đó quy định các tính trạng của cơ thể thông qua vai trò trung gian của RNA tổng hợp nên prôtêin (hình 1).
Khái niệm này dịch từ thuật ngữ tiếng Anh: central dogma được đề xuất bởi một trong các người khai sinh ra sinh học phân tử là Francis Crick vào khoảng năm 1955, sau khi phát hiện vĩ đại của thế kỷ XX là "mô hình DNA" được công bố ít lâu.
- Nội dung tóm tắt nhất của luận thuyết này là sơ đồ sau đây mà mọi học sinh phổ thông Việt Nam đều đã được học:

DNA {\displaystyle \longrightarrow }RNA  {\displaystyle \longrightarrow }Prôtêin.  Sơ đồ này cần được hiểu là: DNA tạo ra RNA, còn RNA tạo ra Prôtêin, từ đó quy định các tính trạng của sinh vật (trích từ ý của F.Crick: "DNA makes RNA, RNA makes proteins, proteins make us.").
- Khi mới hình thành, luận thuyết này mới như là một tiên đoán, chứ chưa phải là một học thuyết (theory) khoa học thực sự, do đó mới gọi là dogma  ("lý luận" hay "giáo lý").
- Từ khoảng những năm 1970 đến nay, luận thuyết được công nhận là đúng đắn hoàn toàn về mặt khoa học. Nó phản ánh dòng thông tin di truyền trong cơ thể sống theo 2 giai đoạn chính là phiên mã ("transcription" ở hình 1), dịch mã tạo nên prôtêin.
- Tuy nhiên, cũng từ khoảng những năm 1970 trở đi, do sự phát triển nhanh chóng của khoa học và công nghệ, các nhà nghiên cứu còn nhận ra rằng mô hình F. Crick đã nêu là chưa đầy đủ - điều này là tất yếu đối với bất kỳ nha khoa học nào, do ai cũng bị hạn chế bởi thời đại của mình. Do đó, ở dạng tóm tắt nhất, mô hình thể hiện dòng thông tin trong cơ thể sống đầy đủ hơn như sơ đồ hình 2.

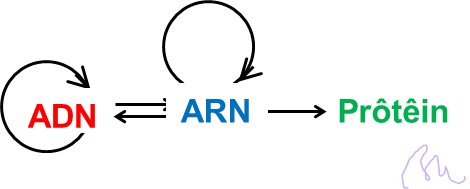
Hình 2: Sơ đồ mô tả các dòng thông tin di truyền ngày nay theo mô hình ban đầu của F. Crick.

## Phiên mã
Phiên mã là quá trình mà tại đó thông tin di truyền chứa trong đoạn DNA được chuyển sang cho RNA thông tin (pre-mRNA) mới được tổng hợp. Tuy nhiên, chuỗi DNA có chứa cả intron và exon, trong đó chỉ có exon có vai trò chứa thông tin mã hóa cho protein. Nên phân tử RNA tạo ra được gọi là pre-mRNA. Nó cần phải được loại bỏ các intron không cần thiết. Quá trình này gọi là cắt xén.

## Cắt xén
Trong tế bào eukaryote hay các tế bào đa nhân khác, sản phẩm của phiên mã (pre-mRNA) cần được tinh giản. Cụ thể là các (intron) bị loại bỏ. Bên cạnh việc loại bỏ các intron, cơ chế cắt xén này cho phép tạo ra các phân tử mRNA hoàn thiện khác nhau, vì trong phân tử RNA có nhiều exon và việc xuất hiện nhiều exon cho phép biểu hiện thành nhiều protein liên quan nhau, tạo ra sự đa dạng về số lượng protein tạo thành. Ví dụ là protein fibronecitin. Tuy nhiên, không phải mọi tế bào sống đều có quá trình cắt xén; việc cắt xén không có trong prokaryote. Điều này cũng dễ hiểu vì chiều dài của mRNA hoặc DNA trong vi khuẩn rất ngắn, nên việc loại bỏ sự tồn tại của các intron là cần thiết. Nó giúp làm tăng số lượng gene có thể mã hóa lên.

## Dịch mã
Cuối cùng, mRNA trưởng thành sẽ đi ra ngoài nhân và tìm đường đến ribosome, tại đó nó sẽ được dịch mã. Trong các tế bào prokaryotic, nơi không có màng ngăn nhân, ngay khi đầu 5' cap của mRNA ló ra ngoài vị trí tổng hợp của RNA polymerase thì ribosome sẽ tiếp cận và bắt đầu quá trình dịch mã. Vì thế trong vi khuẩn, quá trình phiên mã và dịch mã là đồng thời. Trong các tế bào eukaryotic, do có màng nhân ngăn cách, việc phiên mã (trong nhân) diễn ra tách biệt với việc dịch mã (trong tế bào chất). Vì thế mRNA phải được vận chuyển ra ngoài nhân tới tế bào chất, đến ER thô (rough endoplasmic reticulum), nơi mà phân tử RNA có thể kết hợp với ribosome. Tại đó, mRNA được đọc bởi ribosome dưới dạng  mã bộ ba (thuật ngữ tiếng Anh là codon). Và bộ ba mở đầu (start codon) đánh dấu bắt đầu một gene là AUG. Các bộ ba kết thúc (stop codon) đánh dấu kết thúc một gene là UAG, UGA, UAA.

## Ngoại lệ liên quan đến luận thuyết trung tâm

### Phiên mã ngược
Người ta đã phát hiện ra sự tồn tại của quá trình phiên mã ngược, tại đó thông tin di truyền được truyền từ RNA trở lại DNA. Các phát hiện được tìm thấy trên retrovirus, cụ thể là HIV, và ở một số eukaryote, trong quá trình tổng lợp telomere và retrotransposon.

### Nhân đôi RNA
Nhân đôi từ một RNA thành một RNA mới. Rất nhiều virus làm theo cách này khi mà cơ sở di truyền là RNA chứ không phải DNA.

### Dịch mã trực tiếp từ DNA sang protein
Điều này đã có thể thực hiện được trong môi trường ống nghiệm, dùng các chiết xuất từ E.Coli có chứa ribosomes, nhưng không phải trong môi trường tế bào. Các phân mảnh của tế bào này có thể biểu hiện ra thành một protein từ một DNA template ngoại lai, và neomycin là chất kháng sinh được xem là hỗ trợ quá trình này.

## Prion
Prion là loại protein có khả năng làm thay đổi cấu trúc 3D của các phân tử protein cùng loại. Điều này làm thay đổi chức năng của protein. Trong nấm, nó có thể truyền từ thế hệ này sang thế hệ khác, tức là có sự truyền tải di truyền từ protein → protein. Mặc dù đây cũng là một biểu hiện của sự truyền tải thông tin, nhưng nó không được xem là một ngoại lệ của luận thuyết trung tâm vì cấu trúc chuỗi trong protein vẫn được giữ nguyên. Nhưng nếu xem DNA là trung tâm của luận thuyết thì đây lại được xem là 1 ngoại lệ vì trong luận thuyết trung tâm, protein chỉ có thể được tổng hợp, không thể được nhân lên từ một protein khác.

## Phê bình việc sử dụng luận thuyết trung tâm làm chiến lược nghiên cứu
Một số nhà nghiên cứu trong lĩnh vực sinh học hệ thống cho rằng các nhà khoa học thường sai lầm khi dùng luận thuyết trung tâm là mục tiêu nghiên cứu. Họ cho rằng việc đọc luận thuyết trung tâm mà thiếu óc nhận xét có thể làm cản trở sự hiểu biết vè sự phát triển của cơ thể đa bào cũng như bệnh tật trong cơ thể đa bào; và rằng luận thuyết trung tâm thường được dùng làm mục tiêu nghiên cứu từ thấp lên, cố gắng giải thích các hiện tượng sinh học ở mức tế bào.